# Sabina Schneebeli
Sabina Schneebeli (* 12. Juli 1963 in Zürich) ist eine Schweizer Schauspielerin.

## Leben
In der Schweiz erlangte Schneebeli breitere Bekanntheit vor allem durch die Fernsehserien Die Direktorin und Lüthi und Blanc sowie durch den Film Ernstfall in Havanna. In der Serie Tag und Nacht bekleidete sie eine Hauptrolle. Von 2011 bis 2014 spielte Schneebeli in den ersten sieben Luzerner Tatort-Folgen (Kommissare Flückiger und Ritschard) die Rolle der Kriminaltechnikerin Yvonne Veitli.
Sie war von 1993 bis 2014 mit dem Schauspieler Bernhard Bettermann verheiratet. Aus dieser Ehe gingen die beiden Söhne Luca und Tim Bettermann hervor. Seit 2016 ist sie mit dem Unternehmer Paul Kurath verheiratet. Im Jahr 2020 absolvierte Schneebeli eine Ausbildung zur Pflegeassistentin.

## Filmografie
- 1994–1995: Die Direktorin (Fernsehserie)
- 1999: Freunde fürs Leben (Fernsehserie, 1 Folge)
- 1999: Alarm für Cobra 11 – Die Autobahnpolizei (Fernsehserie, 1 Folge)
- 2000: Tatort – Chaos  (Fernsehreihe)
- 2000: Herzrasen
- 2001: Heidi
- 2001: Tatort: Time-Out
- 2002: Ernstfall in Havanna
- 2002: Dario M.
- 2003: Spital in Angst
- 2004: Die Sitte (Fernsehserie, 1 Folge)
- 2004–2006: Lüthi und Blanc (Fernsehserie, 89 Folgen)
- 2004: Eden
- 2005: Mein Name ist Eugen
- 2006: Havarie
- 2006: Stadt, Land, Mord! (Fernsehserie, 1 Folge)
- 2006: Briefe und andere Geheimnisse
- 2008: Das Geheimnis von Murk
- 2008–2009: Tag und Nacht (Fernsehserie, 36 Folgen)
- 2009: Baba’s Song
- 2010: Bon appétit
- 2011: Tatort: Wunschdenken
- 2012: Tatort: Skalpell
- 2012: Das Missen Massaker
- 2012: Tatort: Hanglage mit Aussicht
- 2013: Tatort: Geburtstagskind
- 2013: 29. Juli (Kurzfilm)
- 2013: Tatort: Schmutziger Donnerstag
- 2014: Tatort: Verfolgt
- 2014: Tatort: Zwischen zwei Welten
- 2015: Memoire (Kurzfilm)
- 2016: Interference
- 2017: Der Bestatter (Fernsehserie, 5. Staffel, 4 Folgen)
- 2017: Wilder (Fernsehserie, 6 Folgen)